# Danh sách tác phẩm siêu anh hùng của Toei
Các siêu anh hùng của Toei là các chương trình siêu anh hùng được sản xuất bởi Toei Company Ltd., là tập hợp chương trình tokusatsu lớn nhất Nhật Bản. Dưới đây là danh sách các chương trình đã và đang thực hiện.
Lưu ý rằng một số chương trình (bao gồm tất cả các Super Sentai ngoại trừ Goranger và JAKQ) được sản xuất bởi "Saburō Yatsude " (八手三郎  Yatsude Saburō); đây không phải là tên một người, nhưng là bút danh cho tất cả nhân viên Toei.

## Thập niên 50
- 1958
  - Moonlight Mask (月光仮面 Gekkō Kamen?) - TV series, 7 phim điện ảnh, định dạng trắng đen (một phim màu)
- 1959
  - 7-Color Mask (七色仮面 Nana-iro Kamen?) - TV series, định dạng trắng đen
  - Planet Prince (遊星王子 Yūsei Ōji?) - TV series, phim điện ảnh, định dạng trắng đen

## Thập niên 1960
- 1960
  - National Kid (ナショナルキッド Nashonaru Kiddo?) - TV series, định dạng trắng đen
- 1961
  - Invasion of the Neptune Men (宇宙快速船 Uchū Kaisokusen?, Space Hypership) - Phim điện ảnh, định dạng trắng đen
- 1967
  - Masked Ninja Red Shadow (仮面の忍者　赤影 Kamen no Ninja Aka-Kage?) - TV series (Toei's first color superhero TV series)
  - Captain Ultra (宇宙特撮シリーズ　キャプテンウルトラ Uchū Tokusatsu Shirīzu Kyaputen Urutora?, Space Tokusatsu Series: Captain Ultra) - TV series
  - Giant Robo (ジャイアントロボ Jaianto Robo?) - TV series (Last Toei superhero series of the 1960s)

## Thập niên 1970
- 1971
  - Kamen Rider (仮面ライダー Kamen Raidā?) - TV series, 3 phim điện ảnh
  - We Love You, We Love You, Witch Teacher! (好き！好き！！魔女先生 Suki! Suki!! Majo Sensei?) - TV series
- 1972
  - Superman Barom-1 (超人バロム1 Chōjin Baromu Wan?) - TV series
  - Transforming Ninja Storm (変身忍者嵐 Henshin Ninja Arashi?) - TV series
  - Android Kikaider (人造人間キカイダー Jinzōningen Kikaidā?) - TV series, 3D Special
- 1973
  - Kamen Rider V3 (仮面ライダーV3 Kamen Raidā Bui Surī?, Masked Rider V3) - TV series, 2 movies
  - Kikaider 01 (キカイダー0１ Kikaidā Zero Wan?) - TV series
  - Robot Detective (ロボット刑事 Robotto Keiji?) - TV series
  - Inazuman (イナズマン Inazuman?, Lightning Man) - TV series
- 1974
  - Kamen Rider X (仮面ライダーＸ Kamen Raidā Ekkusu?, Masked Rider X) - TV series, 2 movies
  - Inazuman Flash (イナズマンＦ Inazuman Furasshu?, Lightning Man Flash) - TV series
  - Kamen Rider Amazon (仮面ライダーアマゾン Kamen Raidā Amazon?, Masked Rider Amazon) - TV series, phim điện ảnh
- 1975
  - Symbol of Justice - Condorman (正義のシンボル　コンドールマン Seigi no Shinboru Kondōruman?) - TV series
  - Kamen Rider Stronger (仮面ライダーストロンガー Kamen Raidā Sutorongā?, Masked Rider Stronger) - TV series, phim điện ảnh
  - Himitsu Sentai Goranger (秘密戦隊ゴレンジャー Himitsu Sentai Gorenjā?) - TV series, 5 movies (The 1st Sentai series)
  - Akumaizer 3 (アクマイザー３ Akumaizā Surī?) - TV series
- 1976
  - Space Ironmen Kyodyne (宇宙鉄人キョーダイン Uchū Tetsujin Kyōdain?) - TV series
  - The Kagestar (ザ・カゲスター Za Kagesutā?) - TV series
  - Ninja Captor (忍者キャプター Ninja Kyaputā?) - TV series
  - Super-God Bibyoon (超神ビビューン Chōjin Bibyūn?) - TV series
- 1977
  - Kaiketsu Zubat (快傑ズバット Kaiketsu Zubatto?) - TV series
  - Giant Iron Man 17 (大鉄人１７  Daitetsujin Wan-Sebun?, Giant Iron Man One-Seven)(Daitetsujin 17) - TV series
  - J.A.K.Q. Dengekitai (ジャッカー(JAKQ)電撃隊 Jakkā Dengeki Tai?) - TV series, phim điện ảnh
- 1978
  - J.A.K.Q. Dengekitai VS Goranger (ジャッカー電撃隊VSゴレンジャー Jakkā Dengekitai tai Gorenjā?) - Phim điện ảnh
  - Spider-Man (スパイダーマン Supaidāman?) - TV series
  - Message From Space - Galactic Wars (宇宙からのメッセージ・銀河大戦 Uchū Kara no Messēji: Ginga Taisen?) (sequel to the movie Message from Space (宇宙からのメッセージ Uchū Kara no Messēji?) - Message from Space - Phim điện ảnh, Message From Space - Galactic Wars - TV series
- 1979
  - Battle Fever J (バトルフィーバーJ Batoru Fībā Jei?) - TV series
  - (New) Kamen Rider (仮面ライダー(スカイライダー) Kamen Raidā (Sukairaidā)?, Masked Rider (Sky Rider)) - TV series, phim điện ảnh

## Thập niên 1980
- 1980
  - Denshi Sentai Denziman (電子戦隊デンジマン Denshi Sentai Denjiman?) - TV series, phim điện ảnh
  - Kamen Rider Super-1 (仮面ライダースーパー1 Kamen Raidā Sūpā Wan?, Masked Rider Super One) - TV series, phim điện ảnh
- 1981
  - Taiyou Sentai Sun Vulcan (太陽戦隊サンバルカン Taiyō Sentai Sanbarukan?) - TV series, phim điện ảnh
- 1982
  - Dai Sentai Goggle Five (大戦隊ゴーグルファイブ Dai Sentai Gōguru Faibu?) - TV series, phim điện ảnh
  - Space Sheriff Gavan (宇宙刑事ギャバン Uchū Keiji Gyaban?) - TV series
- 1983
  - Kagaku Sentai Dynaman (科学戦隊ダイナマン Kagaku Sentai Dainaman?) - TV series, phim điện ảnh
  - Space Sheriff Sharivan (宇宙刑事シャリバン Uchū Keiji Shariban?) - TV series
- 1984
  - Birth of the 10th! Kamen Riders All Together!! (１０号誕生！ 仮面ライダー全員集合！！, Jūgō Tanjō! Kamen Raidā Zenin Shūgō!!?) - TV special
  - Nebula Mask Machineman (星雲仮面マシンマン Seiun Kamen Mashinman?) - TV series
  - Choudenshi Bioman (超電子バイオマン Chōdenshi Baioman?) - TV series, phim điện ảnh
  - Space Sheriff Shaider (宇宙刑事シャイダー Uchū Keiji Shaidā?) - TV series, 2 phim điện ảnh
- 1985
  - Brother Fist Bycrosser (兄弟拳バイクロッサー Kyōdaiken Baikurossā?) - TV series
  - Dengeki Sentai Changeman (電撃戦隊チェンジマン Dengeki Sentai Chenjiman?) - TV series, 2 phim điện ảnh
  - Giant Beast Investigator Juspion (巨獣特捜ジャスピオン Kyojū Tokusō Jasupion?) - TV series
- 1986
  - Supernova Flashman (超新星フラッシュマン Chōshinsei Furasshuman?) - TV series, 2 phim điện ảnh
  - Dimensional Warrior Spielban (時空戦士スピルバン Jikū Senshi Supiruban?) - TV series
- 1987
  - Hikari Sentai Maskman (光戦隊マスクマン Hikari Sentai Masukuman?) - TV series, phim điện ảnh
  - Super Machine Metalder (超人機メタルダー Chōjinki Metarudā?) - TV series, phim điện ảnh
  - Kamen Rider BLACK (仮面ライダーBLACK Kamen Raidā Burakku?, Masked Rider Black) - TV series, 2 phim điện ảnh
- 1988
  - World Ninja Wars Jiraiya (世界忍者戦ジライヤ Sekai Ninja Sen Jiraiya?) - TV series
  - Choujuu Sentai Liveman (超獣戦隊ライブマン Chōjū Sentai Raibuman?) - TV series
  - Kamen Rider BLACK RX (仮面ライダーBLACK RX Kamen Raidā Burakku Āru Ekkusu?, Masked Rider Black RX) - TV series, 3-D special
- 1989
  - Mobile Detective Jiban (機動刑事ジバン Kidō Keiji Jiban?) - TV series, phim điện ảnh
  - Kousoku Sentai Turboranger (高速戦隊ターボレンジャー Kōsoku Sentai Tāborenjā?) - TV Series, phim điện ảnh, Special

## Thập niên 1990
- 1990
  - Pretty Masked Poitrine (美少女仮面ポワトリン Bishōjo Kamen Powatorin?) - TV series
  - Special Police Winspector (特警ウインスペクター Tokkei Uinsupekutā?) - TV series
  - Earth Squadron Fiveman (地球戦隊ファイブマン Chikyū Sentai Faibuman?) - TV series
  - Lady Battlecop (女バトルコップ Onna Batoru Koppu?) - Bản Video
- 1991
  - Special Rescue Command Solbrain (特救指令ソルブレイン Tokkyu Shirei Soruburein?) - TV series
  - Choujin Sentai Jetman (鳥人戦隊ジェットマン Chōjin Sentai jettoman?) - TV series
- 1992
  - Special Rescue Exceedraft (特捜エクシードラフト Tokusō Ekusī Dorahuto?) - TV series
  - Kyouryuu Sentai ZyuRanger (恐竜戦隊ジュウレンジャー Kyōryū Sentai Jūrenjā?) - TV series
  - Shin Kamen Rider (真・仮面ライダー 序章 Shin Kamen Raidā: Joshō?, True Masked Rider: a Prologue) - Bản Video
- 1993
  - Special Investigation Robo Janperson (特捜ロボ ジャンパーソン Tokusō Robo Janpāson?) - TV series
  - Gosei Sentai Dairanger (五星戦隊ダイレンジャー Gosei Sentai Dairenjā?) - TV series, phim điện ảnh
  - Kamen Rider ZO (仮面ライダーZO Kamen Raidā Zetto Ō?, Masked Rider ZO) - Phim điện ảnh
- 1994
  - Blue SWAT (ブルースワット Burū Suwatto?) - TV series
  - Ninja Sentai Kakuranger (忍者戦隊カクレンジャー Ninja Sentai Kakurenjā?) - TV Series, phim điện ảnh
  - Super Sentai World: 3D Special
  - Kamen Rider J (仮面ライダーJ Kamen Raidā Jei?, Masked Rider J) - Phim điện ảnh
  - Kamen Rider World: 3D-Special
- 1995
  - Heavyshell B-Fighter (重甲ビーファイター Jūkō Bī Faitā?) - TV series (Americanized into Big Bad Beetleborgs)
  - Chouriki Sentai Ohranger (超力戦隊オーレンジャー Chōriki Sentai Ōrenjā?) - TV series, phim điện ảnh
  - Mechanical Violator Hakaider (人造人間ハカイダー Jinzō Ningen Hakaidā?, , Android Hakaider) - Phim điện ảnh
- 1996
  - B-Fighter Kabuto (ビーファイターカブト Bī Faitā Kabuto?) - TV series (Americanized into Beetleborgs Metallix)
  - Gekisou Sentai Carranger (激走戦隊カーレンジャー Gekisō Sentai Kārenjā?) - TV series
  - Choukou Senshi Changéríon (超光戦士シャンゼリオン Chōkō Senshi Shanzerion?) - TV series
  - Chouriki Sentai Ohranger: Ohre VS Kakuranger (超力戦隊オーレンジャー　オーレ VS カクレンジャー Chōriki Sentai Ōrenjā: Ōre tai Kakurenjā?) - Bản Video
- 1997
  - B-Robo Kabutack (ビーロボカブタック Bī Robo Kabutakku?) - TV series
  - Denji Sentai Megaranger (電磁戦隊メガレンジャー Denji Sentai Megarenjā?) - TV series
  - Gekisou Sentai Car Ranger VS Ohranger (激走戦隊カーレンジャー VS オーレンジャー Gekisō Sentai Kārenjā tai Ōrenjā?) - Bản Video
- 1998
  - Tetsuwan Tantei Robotack (テツワン探偵ロボタック Tetsuwan Tantei Robotakku?) - TV series
  - Seijuu Sentai Gingaman (星獣戦隊ギンガマン Seijū Sentai Gingaman?) - TV series
  - Denji Sentai Megaranger VS CarRanger (電磁戦隊メガレンジャー VS カーレンジャー Denji Sentai Megarenjā tai Kārenjā?) - Bản Video
- 1999
  - Kyuukyuu Sentai GoGo-V (救急戦隊ゴーゴーファイブ Kyūkyū Sentai Gō Gō Faibu?) - TV series
  - Kyuukyuu Sentai GoGo-V: Sudden Shock! A New Super Warrior (救急戦隊ゴーゴーファイブ　激突!新たなる超戦士 Kyūkyū Sentai Gō Gō Faibu: Gekitotsu! Aratanaru Chō-Senshi?) - Bản Video
  - Seijuu Sentai Gingaman VS Megaranger (星獣戦隊ギンガマン VS メガレンジャー Seijū Sentai Gingaman tai Megarenjā?) - Bản Video

## Thập niên 2000
- 2000
  - Kamen Rider Kuuga (仮面ライダークウガ Kamen Raidā Kūga?, Masked Rider Kuuga) - TV series
  - Mirai Sentai Timeranger (未来戦隊タイムレンジャー Mirai Sentai Taimurenjā?) - TV series
  - Kyuukyuu Sentai GoGo-V VS Gingaman (救急戦隊ゴーゴーファイブ VS ギンガマン Kyūkyū Sentai Gō Gō Faibu tai Gingaman?) - Bản Video
- 2001
  - Kamen Rider Agito (仮面ライダーアギト Kamen Raidā Agito?, Masked Rider Agito) - TV series
  - Kamen Rider Agito: Project G4 (仮面ライダーアギト　Project G4 Kamen Raidā Agito: Purojekuto Jī Fō?, Masked Rider Agito: Project G4) - Phim điện ảnh
  - Mirai Sentai Timeranger VS GoGo-V (未来戦隊タイムレンジャー VS ゴーゴーファイブ Mirai Sentai Taimurenjā: Buiesu Gō Gō Faibu?) - Bản Video
  - Hyakujuu Sentai GaoRanger (百獣戦隊ガオレンジャー Hyakujū Sentai Gaorenjā?) - TV series
  - Hyakujuu Sentai Gaoranger: Fire Mountain Roars (百獣戦隊ガオレンジャー　火の山、吼える Hyakujū Sentai Gaorenjā: Hi no Yama Hoeru?) - Phim điện ảnh
  - Hyakujuu Sentai Gaoranger VS Super Sentai (百獣戦隊ガオレンジャー　ＶＳ　スーパー戦隊 Hyakujū Sentai Gaorenjā tai Super Sentai?) - Bản Video
- 2002
  - Kamen Rider Ryuki (仮面ライダー龍騎 Kamen Raidā Ryūki?, Masked Rider Ryuki)
  - Kamen Rider Ryuki: Episode Final (仮面ライダー龍騎 EPISODE FINAL Kamen Raidā Ryūki: Episōdo Fainaru?, Masked Rider Ryuki: Episode Final) - Phim điện ảnh
  - Ninpuu Sentai Hurricaneger (忍風戦隊ハリケンジャー Ninpū Senatai Harikenjā?) 2002
  - Ninpuu Sentai Hurricaneger: Shushutto The Movie (忍風戦隊ハリケンジャー　シュシュッとTHE MOVIE Ninpū Senatai Harikenjā: Shushutto Za Mūbī?) - Phim điện ảnh
- 2003
  - Kamen Rider 555 (仮面ライダー555 Kamen Raidā Faizu?, Masked Rider Phi's) - TV series
  - Kamen Rider 555: Paradise Lost (仮面ライダー555 パラダイス・ロスト Kamen Raidā Faizu: Paradaisu Rosuto?, Masked Rider Phi's: Paradise Lost) - Phim điện ảnh
  - Bakuryuu Sentai Abaranger (爆竜戦隊アバレンジャー Bakuryū Sentai Abarenjā?) - TV series
  - Bakuryuu Sentai Abaranger Deluxe (爆竜戦隊アバレンジャーDELUXE アバレサマーはキンキン中! Bakuryū Sentai Abarenjā Derakkusu: Abare Samā wa Kinkin-Chū?) - Phim điện ảnh
  - Pretty Guardian Sailor Moon (美少女戦士セーラームーン Bishōjo Senshi Sērā Mūn?) - TV series
  - Ninpuu Sentai Hurricaneger VS Gaoranger (忍風戦隊ハリケンジャー VS ガオレンジャー Ninpū Sentai Harikenjā tai Gaorenjā?) - Bản Video
- 2004
  - Kamen Rider Blade (仮面ライダー剣 Kamen Raidā Bureido?, Masked Rider Blade) - TV series
  - Kamen Rider Blade: Missing Ace (仮面ライダー剣 MISSING ACE Kamen Raidā Bureido: Missingu Ēsu?, Masked Rider Blade: Missing Ace) - Phim điện ảnh
  - Tokusou Sentai Dekaranger (特捜戦隊デカレンジャー Tokusō Sentai Dekarenjā?) - TV series
  - Tokusou Sentai Dekaranger The Movie: Full Blast Action (特捜戦隊デカレンジャー THE MOVIE フルブラスト・アクション Tokusō Sentai Dekarenjā Za Mūbī: Furu Burasuto Akushon?) - Phim điện ảnh
  - Bakuryuu Sentai Abaranger VS Hurricaneger (爆竜戦隊アバレンジャー VS ハリケンジャー Bakuryū Sentai Abarenjā tai Harikenjā?) - Bản Video
- 2005
  - Kamen Rider Hibiki (仮面ライダー響鬼 Kamen Raidā Hibiki?, Masked Rider Hibiki) - TV series
  - Kamen Rider Hibiki & The Seven Sensi (仮面ライダー響鬼と７人の戦鬼 Kamen Raidā Hibiki to Shichinin no Senki?, Masked Rider Hibiki and the Seven War Demons) - Phim điện ảnh
  - Mahou Sentai Magiranger (魔法戦隊マジレンジャー Mahō Sentai Majirenjā?) - TV series
  - Mahou Sentai Magiranger The Movie: Bride Of Infershia (魔法戦隊マジレンジャー THE MOVIE インフェルシアの花嫁 Mahō Sentai Majirenjā Za Mūbī: Inferushia no Hanayome?) - Phim điện ảnh
  - Tokusou Sentai Dekaranger VS Abaranger (特捜戦隊デカレンジャー VS アバレンジャー Tokusō Sentai Dekarenjā tai Abarenjā?) - Bản Video
  - Kamen Rider The First (仮面ライダー THE FIRST Kamen Raidā Za Fāsuto?, Masked Rider The First) - Phim điện ảnh
- 2006
  - Kamen Rider Kabuto (仮面ライダーカブト Kamen Raidā Kabuto?, Masked Rider Kabuto) - TV series
  - Kamen Rider Kabuto: God Speed Love (仮面ライダーカブト GOD SPEED LOVE Kamen Raidā Kabuto: Goddo Supīdo Rabu?, Masked Rider Kabuto: God Speed Love) - Phim điện ảnh
  - GoGo Sentai Boukenger (轟轟戦隊ボウケンジャー Gōgō Sentai Bōkenjā?) - TV series
  - GoGo Sentai Boukenger The Movie: The Greatest Precious (轟轟戦隊ボウケンジャー THE MOVIE 最強のプレシャス GōGō Sentai Bōkenjā Za Mūbī: Saikyō no Pureshasu?) - Phim điện ảnh
  - Mahou Sentai Magiranger VS Dekaranger (魔法戦隊マジレンジャー VS デカレンジャー Mahō Sentai Majirenjā tai Dekarenjā?) - Bản Video
- 2007
  - Kamen Rider Den-O (仮面ライダー電王 Kamen Raidā Den'ō?, Masked Rider Den-O) - TV series
  - Kamen Rider Den-O: I'm Born! (仮面ライダー電王　俺、誕生！ Kamen Raidā Den'ō Ore, Tanjō!?, Masked Rider Den-O: I'm Born!) - Phim điện ảnh
  - Juken Sentai Gekiranger (獣拳戦隊ゲキレンジャー Jūken Sentai Gekirenjā?, Beast-Fist Squadron Gekiranger) - TV series
  - Juken Sentai Gekiranger: Nei-Nei! Hou-Hou! Hong Kong Decisive Battle (獣拳戦隊ゲキレンジャー ネイネイ!ホウホウ!香港大決戦 Jūken Sentai Gekirenjā: Nei-Nei! Hō-Hō! Honkon Daikessen?) - Phim điện ảnh
  - GoGo Sentai Boukenger vs. Super Sentai (轟轟戦隊ボウケンジャー VS スーパー戦隊 GōGō Sentai Bōkenjā tai Sūpā Sentai?) - Bản Video
  - Kamen Rider The Next (仮面ライダー　ＴＨＥ ＮＥＸＴ Kamen Raidā Za Nekusuto?, Masked Rider The Next) - Phim điện ảnh
- 2008
  - Juken Sentai Gekiranger vs. Boukenger (獣拳戦隊ゲキレンジャー VS ボウケンジャー Jūken Sentai Gekirenjā tai Bōkenjā?) - Bản Video
  - Engine Sentai Go-onger (炎神戦隊ゴーオンジャー Enjin Sentai Gōonjā?) - TV series
  - Kamen Rider Kiva (仮面ライダーキバ Kamen Raidā Kiba?, Masked Rider Kiva) - TV series
  - Kamen Rider Den-O & Kiva: Climax Deka (劇場版　仮面ライダー電王＆キバ　クライマックス刑事（デカ） Gekijōban Kamen Raidā Den'ō ando Kiba Kuraimakkusu Deka?) - Phim điện ảnh
  - Engine Sentai Go-onger: Boom Boom! Bang Bang! GekijōBang!! (炎神戦隊ゴーオンジャー　BUNBUN！BANBAN！劇場BANG!! Enjin Sentai Gōonjā Bunbun! Banban! Gekijōban!!?) - Phim điện ảnh
  - Kamen Rider Kiva: King of the Castle in the Demon World (劇場版 仮面ライダーキバ 魔界城の王 Gekijōban Kamen Raidā Kiba Makaijō no Ō?) - Phim điện ảnh
  - Saraba Kamen Rider Den-O: Final Countdown (劇場版 さらば仮面ライダー電王 ファイナル・カウントダウン Gekijōban Saraba Kamen Raidā Den'ō Fainaru Kauntodaun?, Farewell, Masked Rider Den-O The Movie: Final Countdown?) - Phim điện ảnh
- 2009
  - Engine Sentai Go-onger vs. Gekiranger (劇場版　炎神戦隊ゴーオンジャー　VS　ゲキレンジャー Gekijōban Enjin Sentai Gōonjā tai Gekirenjā?) - Phim điện ảnh
  - Samurai Sentai Shinkenger (侍戦隊シンケンジャー Samurai Sentai Shinkenjā?) - TV series
  - Kamen Rider Decade (仮面ライダーディケイド Kamen Raidā Dikeido?, Masked Rider Decade) - TV series
  - Cho Kamen Rider Den-O & Decade Neo Generations: The Onigashima Warship (劇場版 超・仮面ライダー電王＆ディケイド ＮＥＯ ジェネレーションズ 鬼ヶ島の戦艦 Gekijōban Chō-Kamen Raidā Den'ō ando Dikeido Neo Jenerēshonzu Onigashima no Senkan?) - Phim điện ảnh
  - Bộ phim về Samurai Sentai Shinkenger: Trận chiến định mệnh (侍戦隊シンケンジャー銀幕版　天下分け目の戦 Samurai Sentai Shinkenjā Ginmakuban Tenkawakeme no Tatakai?) - Phim điện ảnh
  - Kamen Rider Decade: All Riders vs. Dai-Shocker (劇場版 仮面ライダーディケイド オールライダー対大ショッカー Gekijōban Kamen Raidā Dikeido: Ōru Raidā tai Daishokkā?) - Phim điện ảnh
  - Kamen Rider W (仮面ライダーW（ダブル） Kamen Raidā Daburu?, Masked Rider Double) - TV series
  - Kamen Rider × Kamen Rider Double & Decade: Movie Đại chiến 2010 (仮面ライダー×仮面ライダー W（ダブル）＆ディケイド MOVIE大戦2010, Kamen Raidā × Kamen Raidā: Daburu ando Dikeido Mūbī Taisen Nisenjū?) - Phim điện ảnh

## Thập niên 2010
- 2010
  - Samurai Sentai Shinkenger vs. Go-onger: GinmakuBang!! (侍戦隊シンケンジャーVSゴーオンジャー 銀幕BANG!! Samurai Sentai Shinkenjā tai Gōonjā Ginmakuban?) - Phim điện ảnh
  - Tensou Sentai Goseiger (天装戦隊ゴセイジャー Tensō Sentai Goseijā?) - TV series
  - Kamen Rider × Kamen Rider × Kamen Rider The Movie: Cho-Den-O Trilogy (仮面ライダー×仮面ライダー×仮面ライダー THE MOVIE 超・電王トリロジー Kamen Raidā × Kamen Raidā × Kamen Raidā Za Mūbī: Chō Den'ō Torirojī?) - Bộ 3 phim điện ảnh
  - Tensou Sentai Goseiger: Epic on the Movie (天装戦隊ゴセイジャー エピックON THEムービー, Tensō Sentai Goseijā Epikku On Za Mūbī?) - Phim điện ảnh
  - Kamen Rider Double Forever: A to Z/Gaia Memory Số phận (仮面ライダーＷ（ダブル） FOREVER AtoZ／運命のガイアメモリ, Kamen Raidā Daburu Fōebā: Ē tu Zetto/Unmei no Gaia Memori?) - Phim điện ảnh
  - Kamen Rider OOO (仮面ライダーＯＯＯ（オーズ）, Kamen Raidā Ōzu?) - TV series
  - Kamen Rider × Kamen Rider OOO & W Featuring Skull: Movie War Core (仮面ライダー×仮面ライダーオーズ＆ダブル ｆｅａｔ．スカル ＭＯＶＩＥ大戦ＣＯＲＥ, Kamen Raidā × Kamen Raidā Ōzu ando Daburu fīcharingu Sukaru: Mūbī Taisen Koa?) - Phim điện ảnh
- 2011
  - Tensou Sentai Goseiger vs. Shinkenger: Epic on Ginmaku (天装戦隊ゴセイジャーVSシンケンジャー エピック on 銀幕, Tensō Sentai Goseijā tai Shinkenjā Epikku on Ginmaku?) - Phim điện ảnh
  - Kaizoku Sentai Gokaiger (海賊戦隊ゴーカイジャー Kaizoku Sentai Gōkaijā?) - TV series
  - Gokaiger Goseiger Super Sentai 199 Hero Daikessen (ゴーカイジャー ゴセイジャー スーパー戦隊199ヒーロー 大決戦, Gōkaijā Goseijā Sūpā Sentai Hyakukyūjūkyū Hīrō Daikessen?) - Phim điện ảnh
  - OOO, Den-O, All Riders: Let's Go Kamen Riders (オーズ・電王・オールライダー レッツゴー仮面ライダー, Ōzu Den'ō Ōru Raidā: Rettsu Gō Kamen Raidā?) - Phim điện ảnh
  - Kamen Rider OOO Wonderful: The Shogun and the 21 Core Medals (劇場版 仮面ライダーオーズ　WONDERFUL　将軍と２１のコアメダル, Gekijōban Kamen Raidā Ōzu Wandafuru: Shōgun to Nijū-ichi no Koa Medaru?) - Phim điện ảnh
  - Kaizoku Sentai Gokaiger the Movie: The Flying Ghost Ship (海賊戦隊ゴーカイジャーTHE MOVIE 空飛ぶ幽霊船, Kaizoku Sentai Gōkaijā Za Mūbī Sora Tobu Yūreisen?) - Phim điện ảnh
  - Kamen Rider Fourze (仮面ライダーフォーゼ, Kamen Raidā Fōze?) - TV series
  - Kamen Rider × Kamen Rider Fourze & OOO: Movie War Mega Max (仮面ライダー×仮面ライダー　フォーゼ＆オーズ MOVIE大戦 MEGA MAX, Kamen Raidā × Kamen Raidā Fōze ando Ōzu: Mūbī Taisen Mega Makkusu?) - Phim điện ảnh
- 2012
  - Kaizoku Sentai Gokaiger VS. Uchū Keiji Gavan: THE MOVIE (海賊戦隊ゴーカイジャーVS宇宙刑事ギャバンTHE MOVIE Kaizoku Sentai Gōkaijā Tai Uchū Keiji Gyaban Za Mūbī?) - Phim điện ảnh
  - Hikonin Sentai Akibaranger (非公認戦隊アキバレンジャー Hikōnin Sentai Akibarenjā?) - TV series
  - Tokumei Sentai Go-Busters (特命戦隊ゴーバスターズ Tokumei Sentai Gōbasutāzu?) - TV series
  - Kamen Rider × Super Sentai: Super Hero Taisen (仮面ライダー×スーパー戦隊 スーパーヒーロー大戦, Kamen Raidā × Supā Sentai Supā Hīrō Taisen?) - Phim điện ảnh
  - Kamen Rider Fourze the Movie: Everyone, Space Is Here! (仮面ライダーフォーゼ　THE MOVIE　みんなで宇宙キターッ！ Kamen Raidā Fōze Za Mūbī Minna de Uchū Kitā!?) - Phim điện ảnh
  - Tokumei Sentai Go-Busters THE MOVIE: Tokyo Enetower o Mamore! (特命戦隊ゴーバスターズ THE MOVIE　東京エネタワーを守れ！ Tokumei Sentai Gōbasutāzu Za Mūbī Tōkyō Enetawā o Mamore!?) - Phim điện ảnh
  - Kamen Rider Wizard (仮面ライダーウィザード Kamen Raidā Wizādo?) - TV series
  - Uchū Keiji Gavan: THE MOVIE (宇宙刑事ギャバンTHE MOVIE Uchū Keiji Gyaban Za Mūbī?) - Movie
  - Kamen Rider × Kamen Rider Wizard & Fourze: MOVIE Taisen Ultimatum (仮面ライダー×仮面ライダー ウィザード&フォーゼ MOVIE大戦アルティメイタム Kamen Raidā × Kamen Raidā Wizādo Ando Fōze Mūbī Taisen Arutimeitamu?) - Movie
- 2013
  - Tokumei Sentai Go-Busters VS. Kaizoku Sentai Gokaiger THE MOVIE (特命戦隊ゴーバスターズＶＳ海賊戦隊ゴーカイジャーTHE MOVIE Tokumei Sentai Gōbasutāzu Tai Kaizoku Sentai Gōkaijā Za Mūbī?) - Phim điện ảnh
  - Hikonin Sentai Akibaranger: Season Two (非公認戦隊アキバレンジャー シーズン痛（ツー） Hikōnin Sentai Akibaranger: Shīzun Tsū?) - TV series
  - Zyuden Sentai Kyoryuger (獣電戦隊キョウリュウジャー Jūden Sentai Kyōryūjā?) - TV series
  - Kamen Rider × Super Sentai × Uchu Keiji: Super Hero Taisen Z (仮面ライダー×スーパー戦隊×宇宙刑事 スーパーヒーロー大戦Z Kamen Raidā × Sūpā Sentai × Uchū Keiji: Supā Hīrō Taisen Zetto?) - Phim điện ảnh
  - Gekijoban Kamen Rider Wizard in Magic Land (劇場版 仮面ライダーウィザード in Magic Land Gekijōban Kamen Raidā Wizādo In Majikku Rando?) - Phim điện ảnh
  - Zyuden Sentai Kyoryuger: GABURINCHO OF MUSIC (劇場版 獣電戦隊キョウリュウジャー GABURINCHO OF MUSIC Gekijōban Jūden Sentai Kyōryūjā Gaburincho Obu Myūjikku?) - Phim điện ảnh
- 2014-2015
  - Zyuden Sentai Kyoryuger vs. Go-Busters: The Great Dinosaur Battle! Farewell Our Eternal Friends (獣電戦隊キョウリュウジャーＶＳゴーバスターズ　恐竜大決戦！　さらば永遠の友よ Jūden Sentai Kyōryūjā tai Gōbasutāzu: Kyōryū Daikessen! Saraba Eien no Tomo yo) Movie
  - Ressha Sentai ToQger (烈車戦隊トッキュウジャー Ressha Sentai Tokkyūjā) TV series
  - Zyuden Sentai Kyoryuger: 100 Years After (帰ってきた獣電戦隊キョウリュウジャー 100 YEARS AFTER Kaettekita Jūden Sentai Kyōryūjā Handoreddo Iyāzu Afutā) V-Cinema release
  - Heisei Riders vs. Shōwa Riders: Kamen Rider Taisen feat. Super Sentai (平成ライダー対昭和ライダー 仮面ライダー大戦 feat.スーパー戦隊 Heisei Raidā Tai Shōwa Raidā Kamen Raidā Taisen Fiucharingu Sūpā Sentai) Movie
  - Ressha Sentai ToQger the Movie: Galaxy Line S.O.S. (烈車戦隊トッキュウジャー THE MOVIE ギャラクシーライン SOS Ressha Sentai Tokkyūjā THE MOVIE Gyarakushī Rain SOS) Movie
  - Kamen Rider Gaim: Great Soccer Battle! Golden Fruits Cup! (劇場版 仮面ライダー鎧武 サッカー大決戦!黄金の果実争奪杯（カップ）! Gekijōban Kamen Raidā Gaimu Sakkā Daikessen! Ōgon no Kajitsu Sōdatsu Kappu!) Movie
  - Kamen Rider Drive (仮面ライダードライブ Kamen Raidā Doraibu) TV series
  - Kamen Rider × Kamen Rider Drive & Gaim: Movie War Full Throttle (仮面ライダー×仮面ライダードライブ&鎧武 MOVIE大戦フルスロットル Kamen Raidā × Kamen Raidā Doraibu Ando Gaimu Mūbī Taisen Furu Surottoru) Movie

```
* 2015-2016
- Doubutsu sentai zyuoger
Ressha sentai ToQger vs Doubutsu sentai Zyuoger
Doubutsu sentai Zyuoger the movie
```

- Kamen rider ghost
kamen rider ghost the movie 100 eyecon

## Thập niên 2020
| Năm  | Tiêu đề                                                                                         | Tiêu đề gốc | Loại             | Ghi chú |
| ---- | ----------------------------------------------------------------------------------------------- | --- | ---------------- | --- |
| 2010 | Samurai Sentai Shinkenger vs. Go-onger: GinmakuBang!!                                           | 侍戦隊シンケンジャーVSゴーオンジャー 銀幕BANG!! (Samurai Sentai Shinkenjā tai Gōonjā Ginmakuban                                                                                           | Movie            | |
| 2010 | Tensou Sentai Goseiger                                                                          | 天装戦隊ゴセイジャー (Tensō Sentai Goseijā) | TV series        | * Americanized into Power Rangers Megaforce                                                                            |
| 2010 | Samurai Sentai Shinkenger Returns: Special Act                                                  | 帰ってきた侍戦隊シンケンジャー 特別幕 (Kaettekita Samurai Sentai Shinkenjā: Tokubetsu Maku)                                                                                               | V-Cinema release | |
| 2010 | Vengeful Zebra Mini-Skirt Police                                                                | ゼブラミニスカポリスの逆襲 (Zebura Minisuka Porisu no Gyakushū-) | V Cinema release | |
| 2010 | Zebraman 2: Attack on Zebra City                                                                | ゼブラーマン -ゼブラシティの逆襲- (Zeburāman -Zebura Shiti no Gyakushū-) | Movie            | |
| 2010 | Kamen Rider × Kamen Rider × Kamen Rider The Movie: Cho-Den-O Trilogy                            | 仮面ライダー×仮面ライダー×仮面ライダー THE MOVIE 超・電王トリロジー (Kamen Raidā × Kamen Raidā × Kamen Raidā Za Mūbī: Chō Den'ō Torirojī)                                                 | Movie trilogy    | |
| 2010 | Tensou Sentai Goseiger: Epic on the Movie                                                       | 天装戦隊ゴセイジャー エピックON THEムービー (Tensō Sentai Goseijā Epikku On Za Mūbī) | Movie            | |
| 2010 | Kamen Rider W Forever: A to Z/The Gaia Memories of Fate                                         | 仮面ライダーＷ（ダブル） FOREVER AtoZ／運命のガイアメモリ (Kamen Raidā Daburu Fōebā: Ē tu Zetto/Unmei no Gaia Memori)                                                                     | Movie            | |
| 2010 | Kamen Rider OOO                                                                                 | 仮面ライダーＯＯＯ（オーズ） (Kamen Raidā Ōzu) | TV series        | |
| 2010 | Kamen Rider × Kamen Rider OOO & W Featuring Skull: Movie War Core                               | 仮面ライダー×仮面ライダーオーズ＆ダブル ｆｅａｔ．スカル ＭＯＶＩＥ大戦ＣＯＲＥ (Kamen Raidā × Kamen Raidā Ōzu ando Daburu fīcharingu Sukaru: Mūbī Taisen Koa)                            | Movie            | |
| 2011 | Tensou Sentai Goseiger vs. Shinkenger: Epic on Ginmaku                                          | 天装戦隊ゴセイジャーVSシンケンジャー エピック on 銀幕 (Tensō Sentai Goseijā tai Shinkenjā Epikku on Ginmaku)                                                                              | Movie            | |
| 2011 | Kaizoku Sentai Gokaiger                                                                         | 海賊戦隊ゴーカイジャー (Kaizoku Sentai Gōkaijā) | TV series        | * Americanized into Power Rangers Super Megaforce                                                                      |
| 2011 | Gokaiger Goseiger Super Sentai 199 Hero Great Battle                                            | ーカイジャー ゴセイジャー スーパー戦隊199ヒーロー 大決戦 (Gōkaijā Goseijā Sūpā Sentai Hyakukyūjūkyū Hīrō Daikessen)                                                                       | Movie            | |
| 2011 | OOO, Den-O, All Riders: Let's Go Kamen Riders                                                   | オーズ・電王・オールライダー レッツゴー仮面ライダー (Ōzu Den'ō Ōru Raidā: Rettsu Gō Kamen Raidā)                                                                                          | Movie            | |
| 2011 | W Returns: Kamen Rider Accel                                                                    | Ｗ（ダブル） RETURNS: 仮面ライダーアクセル (Daburu Ritānzu: Kamen Raidā Akuseru) | V-Cinema release | |
| 2011 | W Returns: Kamen Rider Eternal                                                                  | 仮面ライダーＷ（ダブル） RETURNS: 仮面ライダーエターナル (Daburu Ritānzu: Kamen Raidā Etānaru)                                                                                            | V-Cinema release | |
| 2011 | Tensou Sentai Goseiger Returns: Last Epic - The Gosei Angels are National Idols!?               | 帰ってきた天装戦隊ゴセイジャー last epic ～護星天使が国民的アイドルに？！～(Kaettekita Tensō Sentai Goseijā: Rasuto Epikku ~Gosei Tenshi ga Kokuminteki Aidoru ni?!~)                     | V-Cinema release | |
| 2011 | Kamen Rider OOO Wonderful: The Shogun and the 21 Core Medals                                    | 劇場版 仮面ライダーオーズ WONDERFUL 将軍と２１のコアメダル (Gekijōban Kamen Raidā Ōzu Wandafuru: Shōgun to Nijū-ichi no Koa Medaru)                                                       | Movie            | |
| 2011 | Kaizoku Sentai Gokaiger the Movie: The Flying Ghost Ship                                        | 海賊戦隊ゴーカイジャーTHE MOVIE 空飛ぶ幽霊船 (Kaizoku Sentai Gōkaijā Za Mūbī Sora Tobu Yūreisen)                                                                                          | Movie            | |
| 2011 | Kamen Rider Fourze                                                                              | 仮面ライダーフォーゼ (Kamen Raidā Fōze) | TV series        | |
| 2011 | Kamen Rider × Kamen Rider Fourze & OOO: Movie War Mega Max                                      | 仮面ライダー×仮面ライダー フォーゼ＆オーズ MOVIE大戦 MEGA MAX (Kamen Raidā × Kamen Raidā Fōze ando Ōzu: Mūbī Taisen Mega Makkusu)                                                         | Movie            | |
| 2012 | Kaizoku Sentai Gokaiger vs. Space Sheriff Gavan: The Movie                                      | 海賊戦隊ゴーカイジャーVS宇宙刑事ギャバンTHE MOVIE (Kaizoku Sentai Gōkaijā Tai Uchū Keiji Gyaban Za Mūbī)                                                                                  | Movie            | |
| 2012 | Unofficial Sentai Akibaranger                                                                   | 非公認戦隊アキバレンジャー (Hikōnin Sentai Akibarenjā) | TV series        | |
| 2012 | Tokumei Sentai Go-Busters                                                                       | 特命戦隊ゴーバスターズ (Tokumei Sentai Gōbasutāzu) | TV series        | * Americanized into Power Rangers Beast Morphers, which is gone backwards since the series was previously skipped over |
| 2012 | Kamen Rider × Super Sentai: Super Hero Taisen                                                   | 仮面ライダー×スーパー戦隊 スーパーヒーロー大戦 (Kamen Raidā × Supā Sentai Supā Hīrō Taisen)                                                                                               | Movie            | |
| 2012 | Kamen Rider Fourze the Movie: Everyone, Space Is Here!                                          | 仮面ライダーフォーゼ THE MOVIE みんなで宇宙キターッ！ (Kamen Raidā Fōze Za Mūbī Minna de Uchū Kitā!)                                                                                      | Movie            | |
| 2012 | Tokumei Sentai Go-Busters the Movie: Protect the Tokyo Enetower!                                | 特命戦隊ゴーバスターズ THE MOVIE 東京エネタワーを守れ！ (Tokumei Sentai Gōbasutāzu Za Mūbī Tōkyō Enetawā o Mamore!)                                                                       | Movie            | |
| 2012 | Kamen Rider Wizard                                                                              | 仮面ライダーウィザード (Kamen Raidā Wizādo) | TV series        | |
| 2012 | Space Sheriff Gavan: The Movie                                                                  | 宇宙刑事ギャバンTHE MOVIE (Uchū Keiji Gyaban Za Mūbī) | Movie            | |
| 2012 | Kamen Rider × Kamen Rider Wizard & Fourze: Movie War Ultimatum                                  | 仮面ライダー×仮面ライダー ウィザード&フォーゼ MOVIE大戦アルティメイタム (Kamen Raidā × Kamen Raidā Wizādo Ando Fōze Mūbī Taisen Arutimeitamu)                                             | Movie            | |
| 2013 | Tokumei Sentai Go-Busters vs. Kaizoku Sentai Gokaiger: The Movie                                | 特命戦隊ゴーバスターズＶＳ海賊戦隊ゴーカイジャーTHE MOVIE (Tokumei Sentai Gōbasutāzu Tai Kaizoku Sentai Gōkaijā Za Mūbī)                                                                  | Movie            | |
| 2013 | Unofficial Sentai Akibaranger: Season Two                                                       | 非公認戦隊アキバレンジャー シーズン痛（ツー） (Hikōnin Sentai Akibaranger: Shīzun Tsū) | TV series        | |
| 2013 | Zyuden Sentai Kyoryuger                                                                         | 獣電戦隊キョウリュウジャー (Jūden Sentai Kyōryūjā) | TV series        | * Americanized into Power Rangers Dino Charge and Dino Super Charge                                                    |
| 2013 | Kamen Rider × Super Sentai × Space Sheriff: Super Hero Taisen Z                                 | 仮面ライダー×スーパー戦隊×宇宙刑事 スーパーヒーロー大戦Z (Kamen Raidā × Sūpā Sentai × Uchū Keiji: Supā Hīrō Taisen Zetto)                                                                 | Movie            | |
| 2013 | Kamen Rider Wizard in Magic Land                                                                | 劇場版 仮面ライダーウィザード in Magic Land (Gekijōban Kamen Raidā Wizādo In Majikku Rando)                                                                                               | Movie            | |
| 2013 | Zyuden Sentai Kyoryuger: Gaburincho of Music                                                    | 劇場版 獣電戦隊キョウリュウジャー GABURINCHO OF MUSIC (Gekijōban Jūden Sentai Kyōryūjā Gaburincho Obu Myūjikku)                                                                           | Movie            | |
| 2013 | Tokumei Sentai Go-Busters Returns vs. Dōbutsu Sentai Go-Busters                                 | 帰ってきた特命戦隊ゴーバスターズ VS 動物戦隊ゴーバスターズ (Kaettekita Tokumei Sentai Gōbasutāzu Tai Dōbutsu Sentai Gōbasutāzu)                                                           | V-Cinema release | |
| 2013 | Nimpuu Sentai Hurricaneger: 10 Years After                                                      | 忍風戦隊ハリケンジャー 10 YEARS AFTER (Ninpū Sentai Harikenjā Ten Iyāzu Afutā) | V-Cinema release | |
| 2013 | Kamen Rider Gaim                                                                                | 仮面ライダー鎧武（ガイム） (Kamen Raidā Gaimu) | TV series        | |
| 2013 | Kamen Rider × Kamen Rider Gaim & Wizard: The Fateful Sengoku Movie Battle                       | 仮面ライダー×仮面ライダー鎧武＆ウィザード 天下分け目の戦国MOVIE大合戦 (Kamen Raidā × Kamen Raidā Gaimu Ando Wizādo Tenkawakeme no Sengoku Mūbī Daigassen)                                 | Movie            | |
| 2014 | Zyuden Sentai Kyoryuger vs. Go-Busters: The Great Dinosaur Battle! Farewell Our Eternal Friends | 獣電戦隊キョウリュウジャーＶＳゴーバスターズ 恐竜大決戦！ さらば永遠の友よ (Jūden Sentai Kyōryūjā tai Gōbasutāzu: Kyōryū Daikessen! Saraba Eien no Tomo yo)                               | Movie            | |
| 2014 | Ressha Sentai ToQger                                                                            | 烈車戦隊トッキュウジャー(Ressha Sentai Tokkyūjā) | TV series        | * One of minimal costume and prop elements was being recycled in Power Rangers Ninja Steel and Super Ninja Steel       |
| 2014 | Zyuden Sentai Kyoryuger: 100 Years After                                                        | 帰ってきた獣電戦隊キョウリュウジャー 100 YEARS AFTER (Kaettekita Jūden Sentai Kyōryūjā Handoreddo Iyāzu Afutā)                                                                            | V-Cinema release | |
| 2014 | Heisei Riders vs. Shōwa Riders: Kamen Rider Taisen feat. Super Sentai                           | 平成ライダー対昭和ライダー 仮面ライダー大戦 feat.スーパー戦隊 (Heisei Raidā Tai Shōwa Raidā Kamen Raidā Taisen Fiucharingu Sūpā Sentai)                                                   | Movie            | |
| 2014 | Ressha Sentai ToQger the Movie: Galaxy Line S.O.S.                                              | 烈車戦隊トッキュウジャー THE MOVIE ギャラクシーライン SOS (Ressha Sentai Tokkyūjā THE MOVIE Gyarakushī Rain SOS)                                                                          | Movie            | |
| 2014 | Kamen Rider Gaim: Great Soccer Battle! Golden Fruits Cup!                                       | 劇場版 仮面ライダー鎧武 サッカー大決戦!黄金の果実争奪杯（カップ）! (Gekijōban Kamen Raidā Gaimu Sakkā Daikessen! Ōgon no Kajitsu Sōdatsu Kappu!)                                          | Movie            | |
| 2014 | Kamen Rider Drive                                                                               | 仮面ライダードライブ (Kamen Raidā Doraibu) | TV series        | |
| 2014 | Kamen Rider × Kamen Rider Drive & Gaim: Movie War Full Throttle                                 | 仮面ライダー×仮面ライダードライブ&鎧武 MOVIE大戦フルスロットル (Kamen Raidā × Kamen Raidā Doraibu Ando Gaimu Mūbī Taisen Furu Surottoru)                                                  | Movie            | |
| 2015 | Ressha Sentai ToQger vs. Kyoryuger: The Movie                                                   | 烈車戦隊トッキュウジャーＶＳキョウリュウジャーTHE MOVIE (Ressha Sentai Tokkyūjā tai Kyōryūjā Za Mūbī)                                                                                     | Movie            | |
| 2015 | Shuriken Sentai Ninninger                                                                       | 手裏剣戦隊ニンニンジャー(Shuriken Sentai Ninninjā) | TV series        | * Americanized into Power Rangers Ninja Steel and Super Ninja Steel                                                    |
| 2015 | Super Hero Taisen GP: Kamen Rider 3                                                             | スーパーヒーロー大戦GP 仮面ライダー3号 (Supā Hīrō Taisen Guranpuri: Kamen Raidā Sangō) | Movie            | |
| 2015 | Gaim Gaiden: Kamen Rider Zangetsu/Kamen Rider Baron                                             | 鎧武(ガイム)外伝: 仮面ライダー斬月/仮面ライダーバロン (Gaimu Gaiden: Kamen Raidā Zangetsu/Kamen Raidā Baron)                                                                              | V-Cinema release | |
| 2015 | They Went and Came Back Again Ressha Sentai ToQGer: Super ToQ 7gou of Dreams                    | 行って帰ってきた烈車戦隊トッキュウジャー 夢の超トッキュウ7号 (Itte Kaettekita Ressha Sentai Tokkyūjā Yume no Chō Tokkyū Nana-gō)                                                          | V-Cinema release | |
| 2015 | Shuriken Sentai Ninninger the Movie: The Dinosaur Lord's Splendid Ninja Scroll!                 | 手裏剣戦隊ニンニンジャー THE MOVIE 恐竜殿さまアッパレ忍法帖！ (Shuriken Sentai Ninninjā Za Mūbī Kyōryū Tono-sama Appare Ninpōchō!)                                                        | Movie            | |
| 2015 | Kamen Rider Drive: Surprise Future                                                              | 劇場版 仮面ライダードライブ サプライズ・フューチャー (Gekijōban Kamen Raidā Doraibu: Sapuraizu Fyūchā)                                                                                    | Movie            | |
| 2015 | Kamen Rider Ghost                                                                               | 仮面ライダーゴースト (Kamen Raidā Gōsuto) | TV series        | |
| 2015 | Tokusou Sentai Dekaranger: 10 Years After                                                       | 特捜戦隊デカレンジャー 10 YEARS AFTER (Tokusō Sentai Dekarenjā: Ten Iyāzu Afutā) | V-Cinema release | |
| 2015 | Gaim Gaiden: Kamen Rider Duke/Kamen Rider Knuckle                                               | 鎧武(ガイム)外伝: 仮面ライダーデューク/仮面ライダーナックル (Gaimu Gaiden: Kamen Raidā Dyūku/Kamen Raidā Nakkuru)                                                                         | V-Cinema release | |
| 2015 | Kamen Rider × Kamen Rider Ghost & Drive: Super Movie War Genesis                                | 仮面ライダー×仮面ライダー ゴースト&ドライブ 超MOVIE大戦ジェネシス (Kamen Raidā × Kamen Raidā Gōsuto Ando Doraibu Chō Mūbī Taisen Jeneshisu)                                               | Movie            | |
| 2016 | Shuriken Sentai Ninninger vs. ToQger the Movie: Ninja in Wonderland                             | 手裏剣戦隊ニンニンジャーVSトッキュウジャー THE MOVIE 忍者・イン・ワンダーランド (Shuriken Sentai Ninninjā tai Tokkyūjā Za Mūbī Ninja In Wandārando)                                       | Movie            | |
| 2016 | Doubutsu Sentai Zyuohger                                                                        | 動物戦隊ジュウオウジャー (Dōbutsu Sentai Jūōjā) | TV Series        | |
| 2016 | Kamen Rider 1                                                                                   | 仮面ライダー1号 (Kamen Raidā Ichigō) | Movie            | |
| 2016 | Drive Saga: Kamen Rider Chaser                                                                  | ドライブサーガ 仮面ライダーチェイサー (Doraibu Sāga Kamen Raidā Cheisā) | V-Cinema release | |
| 2016 | Shuriken Sentai Ninninger Returns: Ninnin Girls vs. Boys Final Wars                             | 帰ってきた手裏剣戦隊ニンニンジャー ニンニンガールズVSボーイズ FINAL WARS (Kaettekita Shuriken Sentai Ninninjā Ninnin Gāruzu Tai Bōizu Fainaru Wōzu)                                       | V-Cinema release | |
| 2016 | Doubutsu Sentai Zyuohger the Movie: The Exciting Circus Panic!                                  | 劇場版 手裏剣戦隊ニンニンジャー ドキドキ サーカス パニック！ (Gekijōban Dōbutsu Sentai Jūōjā Dokidoki Sākasu Panikku!)                                                                    | Movie            | |
| 2016 | Kamen Rider Ghost: The 100 Eyecons and Ghost's Fated Moment                                     | 劇場版 仮面ライダーゴースト 100の眼魂とゴースト運命の瞬間 (Gekijōban Kamen Raidā Gōsuto Hyaku no Aikon to Gōsuto Unmei no Shunkan)                                                        | Movie            | |
| 2016 | Kamen Rider Amazons                                                                             | 仮面ライダーアマゾンズ (Kamen Raidā Amazonzu) | Web Series       | |
| 2016 | Kamen Rider Ex-Aid                                                                              | 仮面ライダーエグゼイド (Kamen Raidā Eguzeido) | TV Series        | |
| 2016 | Drive Saga: Kamen Rider Mach/Kamen Rider Heart                                                  | ドライブサーガ 仮面ライダーマッハ／仮面ライダーハート (Doraibu Sāga Kamen Raidā Cheisā/Kamen Raidā Hāto)                                                                                  | V-Cinema release | |
| 2016 | Cutie Honey: -Tears-                                                                            | キューティー・ハニー ティアーズ (Kyūtī Hanī Tiāzu) | Movie            | |
| 2016 | Kamen Rider Heisei Generations: Dr. Pac-Man vs. Ex-Aid & Ghost with Legend Rider                | 仮面ライダー平成ジェネレーションズ Dr.パックマン対エグゼイド&ゴーストwithレジェンドライダー (Kamen Raidā Heisei Jenerēshonzu Dokutā Pakkuman Tai Eguzeido Ando Gōsuto Wizu Rejendo Raidā) | Movie            | |
| 2017 | Doubutsu Sentai Zyuohger vs. Ninninger the Movie: Super Sentai's Message from the Future        | 劇場版 動物戦隊ジュウオウジャーVSニンニンジャー 未来からのメッセージfromスーパー戦隊 (Gekijōban Dōbutsu Sentai Jūōjā tai Ninninjā Mirai Kara no Messēji from Sūpā Sentai)                 | Movie            | |
| 2017 | Uchuu Sentai Kyuranger                                                                          | 宇宙戦隊キュウレンジャー (Uchū Sentai Kyuurenjā) | TV Series        | |
| 2017 | Kamen Rider × Super Sentai: Ultra Super Hero Taisen                                             | 仮面ライダー×スーパー戦隊: 超スーパーヒーロー大戦 (Kamen Raidā × Supā Sentai Chō Supā Hīrō Taisen)                                                                                        | Movie            | |
| 2017 | Zyuden Sentai Kyoryuger Brave                                                                   | 獣電戦隊キョウリュウジャーブレイブ (Jūden Sentai Kyōryūjā Bureibu) | TV Series        | |
| 2017 | Ghost Re:Birth: Kamen Rider Specter                                                             | ゴーストRE:BIRTH 仮面ライダースペクター (Gōsuto Ribāsu Kamen Raidā Supekutā) | V-Cinema release | |
| 2017 | Space Squad                                                                                     | スペース・スクワッド (Supēsu Sukuwado) | V-Cinema release | |
| 2017 | Doubutsu Sentai Zyuohger Returns: Give Me Your Life! Earth Champion Tournament                  | 帰ってきた動物戦隊ジュウオウジャー お命頂戴！地球王者決定戦 (Kaettekita Dōbutsu Sentai Jūōjā Oinochi Chōdai! Chikyū Ōja Ketteisen)                                                        | V-Cinema release | |
| 2017 | Uchu Sentai Kyuranger the Movie: Gase Indaver Strikes Back                                      | 宇宙戦隊キュウレンジャー THE MOVIE ゲース・インダベーの逆襲 (Uchū Sentai Kyūrenjā Za Mūbī Gēsu Indabē no Gyakushū)                                                                        | Movie            | |
| 2017 | Kamen Rider Ex-Aid the Movie: True Ending                                                       | 劇場版 仮面ライダーエグゼイド トゥルー・エンディング (Gekijōban Kamen Raidā Eguzeido: Turū Endingu)                                                                                       | Movie            | |
| 2017 | Kamen Rider Build                                                                               | 仮面ライダービルド (Kamen Raidā Birudo) | TV Series        | |
| 2017 | Uchu Sentai Kyuranger: Episode of Stinger                                                       | 宇宙戦隊キュウレンジャー Episode of スティンガー (Uchū Sentai Kyūrenjā Episōdo Obu Sutingā)                                                                                               | V-Cinema release | |
| 2017 | Kamen Rider Heisei Generations Final: Build & Ex-Aid with Legend Rider                          | 仮面ライダー平成ジェネレーションズ FINAL ビルド&エグゼイドwithレジェンドライダー (Kamen Raidā Heisei Jenerēshonzu Fainaru Birudo Ando Eguzeido Wizu Rejendo Raidā)                        | Movie            | |
| 2018 | Kamen Rider Ex-Aid Trilogy: Another Ending                                                      | 仮面ライダーエグゼイド トリロジー アナザー・エンディング (Kamen Raidā Eguzeido Torirojī Anazā Endingu)                                                                                    | V-Cinema release | |
| 2018 | Kaitou Sentai Lupinranger VS Keisatsu Sentai Patranger                                          | 快盗戦隊ルパンレンジャーVS警察戦隊パトレンジャー (Kaitō Sentai Rupanrenjā Bui Esu Keisatsu Sentai Patorenjā)                                                                              | TV Series        | - The last "Heisei Super Sentai" era                                                                                   |
| 2018 | Kamen Rider Amazons the Movie: The Last Judgement                                               | 仮面ライダーアマゾンズ THE MOVIE 最後ノ審判 (Kamen Raidā Amazonzu Za Mūbī Saigo no Shinpan)                                                                                               | Movie            | |
| 2018 | Kamen Rider Build the Movie: Be The One                                                         | 劇場版 仮面ライダービルド Be The One (Gekijōban Kamen Raidā Birudo Bī Za Wan) | Movie            | |
| 2018 | Kaitou Sentai Lupinranger vs. Keisatsu Sentai Patranger en Film                                 | 快盗戦隊ルパンレンジャーVS警察戦隊パトレンジャー en film (Kaitō Sentai Rupanrenjā Bui Esu Keisatsu Sentai Patorenjā An Firumu)                                                            | Movie            | |
| 2018 | Uchu Sentai Kyuranger vs. Space Squad                                                           | 宇宙戦隊キュウレンジャーVSスペース・スクワッド (Uchū Sentai Kyūrenjā Bāsasu Supēsu Sukuwaddo)                                                                                             | V-Cinema release | |
| 2018 | Kamen Rider Zi-O                                                                                | 仮面ライダージオウ (Kamen Raidā Jiou) | TV Series        | - The last "Heisei Kamen Rider" era                                                                                    |
| 2018 | Engine Sentai Go-onger: 10 Years Grand Prix                                                     | 炎神戦隊ゴーオンジャー 10 YEARS GRANDPRIX (Enjin Sentai Gōonjā Ten Iyāzu Guran Puri) | V-Cinema release | |
| 2018 | Kamen Rider Heisei Generations Forever                                                          | 仮面ライダー平成ジェネレーションズ FOREVER (Kamen Raidā Heisei Jenerēshonzu Fōebā) | Movie            | |
| 2019 | Build New World: Kamen Rider Cross-Z                                                            | ビルド NEW WORLD 仮面ライダークローズ (Birudo Nyū Wārudo Kamen Raidā Kurōzu) | V-Cinema release | |
| 2019 | 4 Week Continuous Special Super Sentai Strongest Battle!!                                       | 4週連続スペシャル スーパー戦隊最強バトル!! (Yon-shū Renzoku Supesharu Sūpā Sentai Saikyō Batoru!!)                                                                                        | Miniseries       | |
| 2019 | Kishiryu Sentai Ryusoulger                                                                      | 騎士竜戦隊リュウソウジャー (Kishiryū Sentai Ryūsoujā) | TV Series        | - The first "Reiwa Super Sentai" era                                                                                   |
| 2019 | Drive Saga: Kamen Rider Brain                                                                   | ドライブサーガ 仮面ライダーブレン (Doraibu Sāga Kamen Raidā Buren) | Miniseries       | |
| 2019 | Lupinranger VS Patranger VS Kyuranger                                                           | ルパンレンジャーVSパトレンジャーVSキュウレンジャー (Rupanrenjā Bui Esu Patorenjā Bui Esu Kyūrenjā)                                                                                        | V-Cinema release | |
| 2019 | Kamen Rider Zi-O the Movie: Over Quartzer                                                       | 劇場版 仮面ライダージオウ Over Quartzer (Gekijōban Kamen Raidā Jiō Ōvā Kwōtsā) | Movie            | |
| 2019 | Kishiryu Sentai Ryusoulger the Movie: Time Slip! Dinosaur Panic                                 | 騎士竜戦隊リュウソウジャー THE MOVIE タイムスリップ！恐竜パニック!! (Kishiryū Sentai Ryūsōjā Za Mūbī Taimu Surippu! Kyōryū Panikku!!)                                                     | Movie            | |
| 2019 | Kamen Rider Zero-One                                                                            | 仮面ライダーゼロワン (Kamen Raidā Zerowan) | TV Series        | - The first "Reiwa Kamen Rider" era                                                                                    |
| 2019 | Build New World: Kamen Rider Grease                                                             | ビルド NEW WORLD 仮面ライダーグリス (Birudo Nyū Wārudo Kamen Raidā Gurisu) | V-Cinema release | |
| 2019 | Kamen Rider Reiwa The First Generation                                                          | 仮面ライダー 令和 ザ・ファースト・ジェネレーション (Kamen Raidā Reiwa Za Fāsuto Jenerēshon)                                                                                               | Movie            | |